# Kushk (distrikt)
Kushk (persiska: کُشک), även kallat Robat-e Sangi (رباط سنگی), är ett distrikt i Afghanistan. Det ligger i provinsen Herat, i den nordvästra delen av landet, 600 kilometer väster om huvudstaden Kabul. Administrativ huvudort är Kushk.
Distriktet beräknades år 2022 ha cirka 147 000 invånare.